# Scott Davie
Pour les articles homonymes, voir Davie.
Scott Davie, né le 15 février 1940, à Adélaïde, en Australie, est un ancien joueur australien de basket-ball.